# Контрибуція австрійської військової адміністрації на буковинців 1775-1786
Контрибуція австрійської військової адміністрації на буковинців 1775—1786 (Kontribution; від лат. contribuo — збираю, стягую; примусові грошові або натуральні стягнення з населення окупованої території, які проводять окупаційні війська на свою користь) — загальний державний податок, який австрійська військова адміністрація, що урядувала в Буковині від 1774 до 1786 року, щорічно, починаючи з 1775, накладала на буковинців (за винятком духовенства і трьох верхніх класів дворянства — бояр, мазилів та резешів). За розпорядженням генерал-майора Карла фон Енценберга від 8 грудня 1780 така контрибуція складала для дрібних торгівців, міщан та селян 2 флорини 30 крейцерів. Євреї сплачували на родину по 5 флоринів (замість 10 лей до 1775), шляхтичі та великі купці — 4 флорини, а вільні цигани — по 1 флорину 30 крейцерів.